# ألفا بروتوكول (لعبة فيديو)
ألفا بروتوكول (بالإنجليزية: Alpha Protocol)‏ ، هي لعبة إلكترونية من نمط الإستراتيجية الاستخباراتية، أنتجت اللعبة سنة 2010 ، وتدور بطل اللعبة يعمل للمخابرات الأمريكية يبحث عن النشاطات التخريبية في روسيا والصين وغيرها.

## وصلات خارجية
- ألفا بروتوكول على موقع IMDb (الإنجليزية)

- الموقع الرسمي
- Press Release (SEGA of America)
- Alpha Protocol Wiki at ويكيا